# Vivenziolo di Lione
Vivenziolo (460 – 12 luglio 524) è stato un religioso francese, vescovo di Lione.
Il suo culto come santo è attestato già nel V secolo dalla menzione della sua deposizione nel Martirologio geronimiano.

## Biografia
I pochi dati biografici su Vivenziolo sono desunti dalla sua corrispondenza con Avito, vescovo di Vienne. Una lettera di Avito redatta tra il 513 e il 514 attesta che all'epoca Vivenziolo era monaco a Condat, dove era morto da poco l'abate Eugendo.
Nel 515, anno di fondazione dell'abbazia di San Maurizio d'Agaune da parte di san Sigismondo, era già vescovo di Lione.
È autore della lettera di convocazione al concilio di Epaon del 517, indirizzata ai vescovi burgundi.
La data della sua morte è ignota, ma il suo successore Lupo è attestato nel 538. Il suo epitaffio funebre fu rinvenuto nel XIV secolo nella chiesa di Saint-Nizier a Lione e indica come giorno della sua morte il 12 luglio.

## Culto
La deposizione di san Vivenziolo è ricordata già nel Martirologio geronimiano.
Il suo elogio si legge nel Martirologio romano al 12 luglio.